# Du soleil
Albums de Henri Dès
On peut (pas) tout dire
(1997) C'est le Père Noël
(2001)
Du soleil est le douzième album pour enfants d'Henri Dès sorti en 1999,.
Il est récompensé en 2001 par une Victoire de la musique dans la catégorie « Album de Chansons pour enfants ». La revue Chorus le désigne meilleur disque du trimestre.
Henri Dès est accompagné sur l'ensemble de l'album, particulièrement rythmé, par le guitariste John Woolloff. Les douze titres sont dédoublés en une version instrumentale.

## Liste des chansons
| No  | Titre                | Durée |
| --- | -------------------- | ----- |
| 1.  | On se débrouille     |       |
| 2.  | Du soleil            |       |
| 3.  | J'éteins la lumière  |       |
| 4.  | Quand je serai vieux |       |
| 5.  | Les loups            |       |
| 6.  | Petite maladie       |       |
| 7.  | Ange ou démon        |       |
| 8.  | Jour de flemme       |       |
| 9.  | Un éléphant          |       |
| 10. | Des choses pas roses |       |
| 11. | Comme chien et chat  |       |
| 12. | Chanson velours      |       |

## Musiciens
- Henri Dès – Chant, guitare et réalisation
- Martin Chabloz : claviers, arrangements et direction musicale
- Pierrick Destraz : batterie
- Sylvain Fournier : percussions
- Loïc Boujol (loic-b) : guitare basse
- Tony Russo : accordéon
- Jacky Lagger : mandoline
- John Woolloff : guitare
- Jean-Yves Petiot : contrebasse
- Pierangelo Crescenzio: guitare basse